# أوغست بيريه

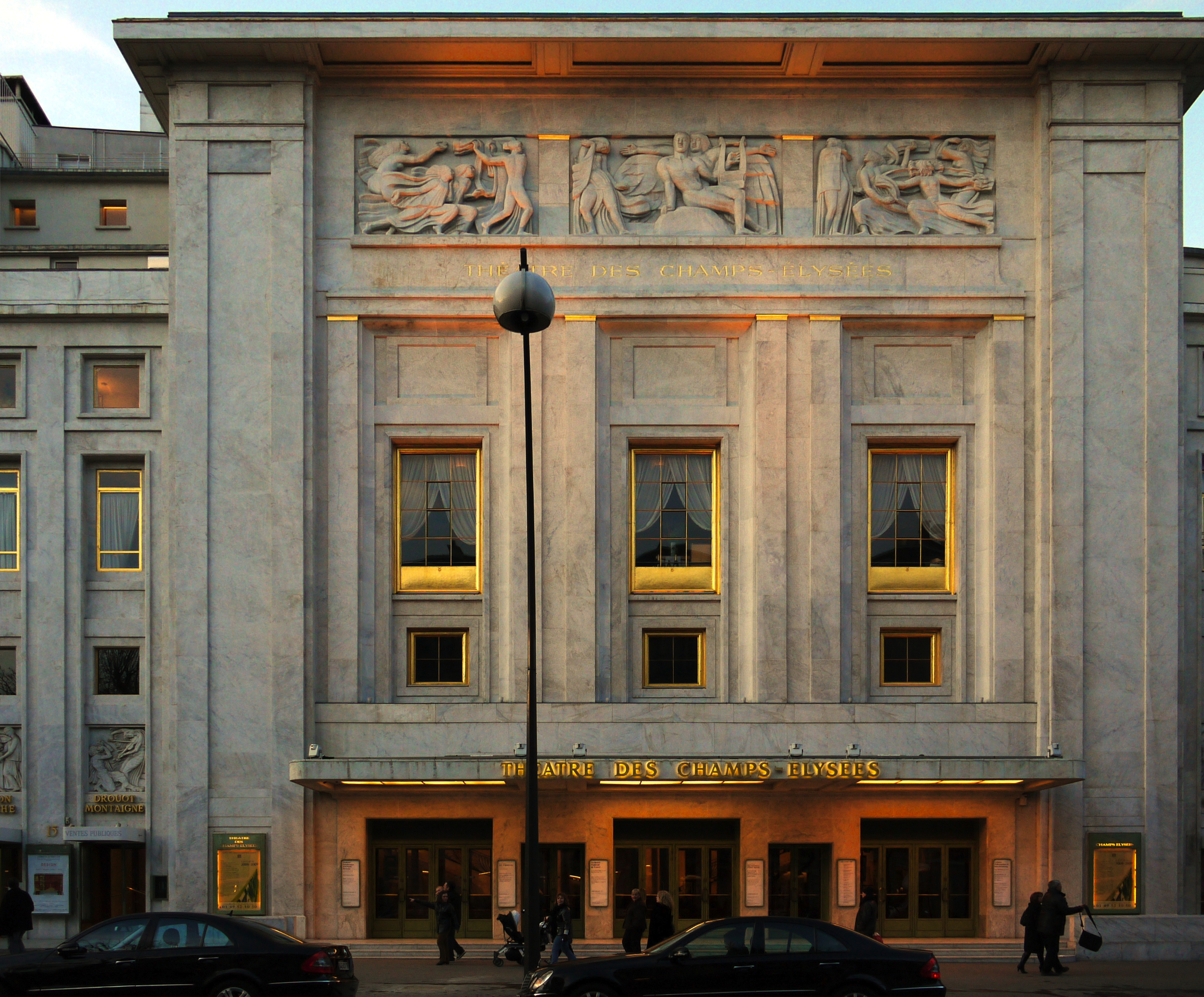
مسرح الشانزليزيه، باريس (1913).

أوغست بيريه (بالفرنسية: Auguste Perret ؛ 1874 - 1954) معماري فرنسي، له مساهمات رائدة في مجال البناء الخرساني، حيث أعلنت منظمة اليونسكو عام 2005 أحد مبانيه المُعاد إنشائها بعد الحرب العالمية الثانية في لو هافر بفرنسا موقعا للتراث العالمي.

## السيرة المهنية
وُلد أوغست بيريه في 12 شباط/ فبراير 1874، بالقرب من بروكسل، بلجيكا. وهو ابن ماري كلود بيريه، الذي كان أحد مقاولي الطوب الرئيسيين في باريس. درس الهندسة المعمارية في مدرسة الفنون الجميلة بباريس، لكنه ترك قبل استلام شهادته لاستلامه عمل والده. وقد صمم في عام 1903 أحد أوائل المباني السكنية المبنية من الخرسانة. اشتهر بتصميماته على
الطراز الكلاسيكي الجديد. ومع حلول عام 1940، أصبح بيريه أحد أساتذة مدرسة الفنون الجميلة في باريس. وقد درس على يديه المعمار لو كوربوزييه ليكون فناناً، ولينغمس في الحياة الثقافية والفنية للمدن. توفي بيريه في 25 شباط/ فبراير 1954 في باريس، فرنسا.

## أعماله
- شقق شارع فرنكلن، باريس، 1902-1904
- كراج بونثيو، باريس، 1907
- مسرح شانسيليزيه، باريس، 1913
- كاتدرائية خرسانية في لو راينسي، فرنسا، 1923
- القاعة الخرسانية لمدرسة الموسقى، باريس، 1929
- قاعة المدينة، كنيسة القديس يوسف، لو هافر

## جاليري

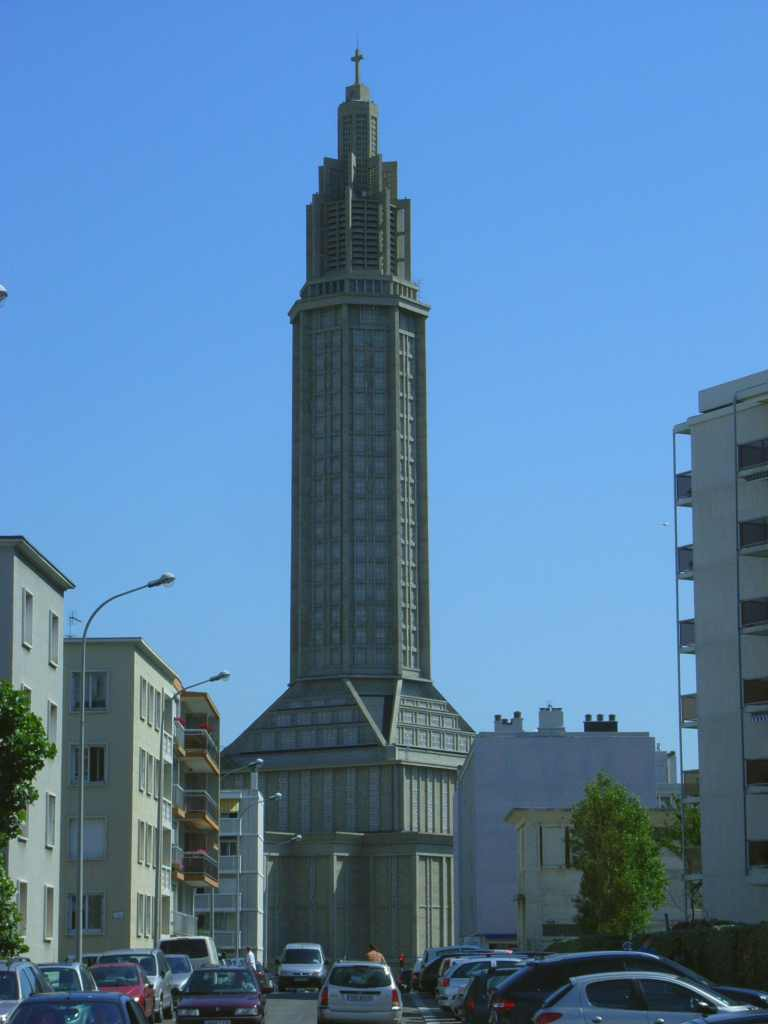
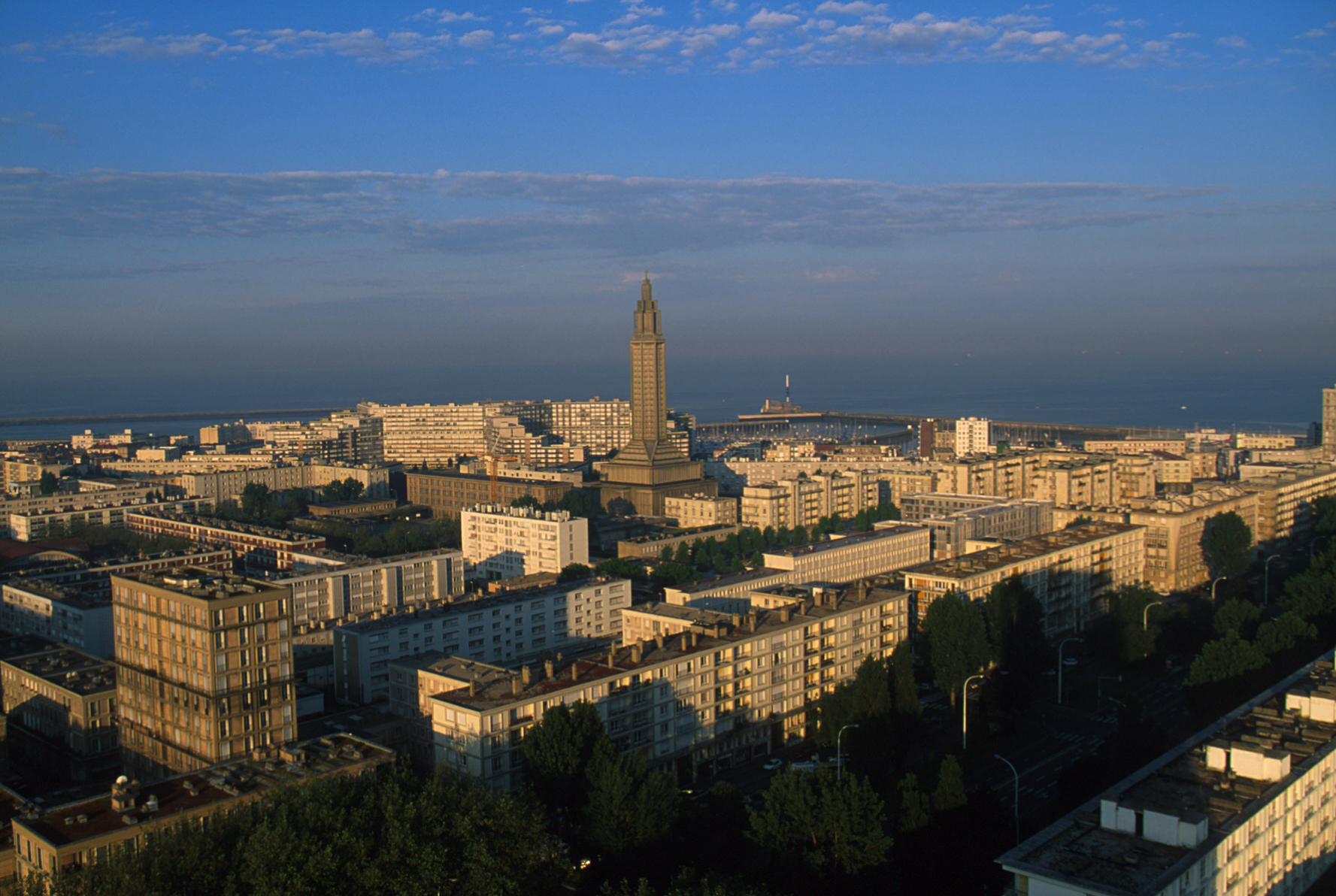

## وصلات خارجية
- أوغست بيريه على موقع الموسوعة البريطانية (الإنجليزية)
- أوغست بيريه على موقع أوليمبيديا (الإنجليزية)

- صور من موقع فلكر لأحد المسابح التي صممها بيريه
- قائمة الإنجازات على ARCHIGUIDE
- أوغست بيريه على GreatBuildings.com